# Begi
Begi – wieś w Chorwacji, w żupanii istryjskiej, w gminie Vrsar. W 2011 roku liczyła 31 mieszkańców.